# Football League Cup 1968-1969
La Football League Cup 1968-1969 è stata la 9ª edizione del terzo torneo calcistico più importante del calcio inglese, la 3ª in finale unica. La manifestazione, ebbe inizio il 13 agosto 1968 e si concluse il 15 marzo 1969 con la finale di Wembley.
Il trofeo fu conquistato da un vincitore inatteso, lo Swindon Town, club di Third Division, che nell'atto conclusivo superò con il punteggio di 3-1 dopo i tempi supplementari, il più quotato Arsenal.

## Formula
La Football League Cup era riservata alle 92 squadre della Football League. Il torneo era composto da scontri ad eliminazione diretta, ad esclusione delle semifinali che prevedevano due match, dove la squadra con il miglior risultato combinato accedeva alla finale unica. Se uno scontro terminava in parità, la sfida veniva ripetuta a campi invertiti fino a quando una delle due contendenti non otteneva la vittoria, mentre in finale, si rigiocava sempre in campo neutro. In caso di pareggio, anche nel replay, si faceva ricorso ai tempi supplementari.
|                              | Squadre che entrano in questo turno                                                                    | Squadre qualificate dal turno precedente    |
| ---------------------------- | --- | ------------------------------------------- |
| Primo turno (54 squadre)     | - 24 squadre dalla Fourth Division - 24 squadre dalla Third Division - 6 squadre dalla Second Division |                                             |
| Secondo turno (64 squadre)   | - 21 squadre dalla First Division - 16 squadre dalla Second Division                                   | - 27 squadre vincitrici del primo turno     |
| Terzo turno (32 squadre)     | | - 32 squadre vincitrici del secondo turno   |
| Quarto turno (16 squadre)    | | - 16 squadre vincitrici del terzo turno     |
| Quarti di finale (8 squadre) | | - 8 squadre vincitrici del quarto turno     |
| Semifinali (4 squadre)       | | - 4 squadre vincitrici dei quarti di finale |
| Finale (2 squadre)           | | - 2 squadre vincitrici delle semifinali     |

## Primo Turno
| Squadra 1       | Risultato | Squadra 2        |
| --------------- | --------- | ---------------- |
| 13 agosto 1968  |           |                  |
| Bournemouth     | 1 - 6     | Southend Utd     |
| Bradford PA     | 0 - 3     | Darlington       |
| Bristol City    | 2 - 0     | Newport County   |
| Bristol Rovers  | 0 - 2     | Swansea Town     |
| Bury            | 1 - 1     | Stockport County |
| Chester City    | 0 - 0     | Tranmere         |
| Colchester Utd  | 2 - 0     | Reading          |
| Derby County    | 3 - 0     | Chesterfield     |
| Scunthorpe Utd  | 2 - 1     | Rotherham Utd    |
| Swindon Town    | 2 - 1     | Torquay Utd      |
| Walsall         | 2 - 0     | Shrewsbury Town  |
| 14 agosto 1968  |           |                  |
| Aldershot       | 2 - 4     | Brentford        |
| Bradford City   | 3 - 2     | Hartlepool Utd   |
| Brighton        | 2 - 0     | Oxford Utd       |
| Crewe Alexandra | 1 - 1     | Northampton Town |
| Doncaster       | 0 - 0     | Peterborough Utd |
| Gillingham      | 2 - 2     | Leyton Orient    |
| Grimsby Town    | 0 - 0     | Notts County     |
| Halifax Town    | 0 - 3     | Hull City        |
| Lincoln City    | 2 - 1     | Mansfield Town   |
| Luton Town      | 3 - 0     | Watford          |
| Plymouth        | 0 - 0     | Exeter City      |
| Preston N.E.    | 0 - 0     | Oldham Athletic  |
| Southport       | 2 - 2     | Barrow           |
| Workington      | 2 - 1     | Rochdale         |
| Wrexham         | 2 - 0     | Port Vale        |
| York City       | 3 - 4     | Barnsley         |

### Replay
| Squadra 1        | Risultato   | Squadra 2        |
| ---------------- | ----------- | ---------------- |
| 19 agosto 1968   |             |                  |
| Barrow           | 1 - 3 (dts) | Southport        |
| Peterborough Utd | 1 - 0       | Doncaster        |
| Stockport County | 1 - 0       | Bury             |
| 20 agosto 1968   |             |                  |
| Leyton Orient    | 3 - 0       | Gillingham       |
| 21 agosto 1968   |             |                  |
| Crewe Alexandra  | 1 - 0       | Northampton Town |
| Exeter City      | 0 - 0 (dts) | Plymouth         |
| Notts County     | 0 - 1       | Grimsby Town     |
| Oldham Athletic  | 0 - 1       | Preston N.E.     |
| Tranmere         | 2 - 2 (dts) | Chester City     |

### Secondo Replay
| Squadra 1      | Risultato   | Squadra 2    |
| -------------- | ----------- | ------------ |
| 26 agosto 1968 |             |              |
| Plymouth       | 0 - 1 (dts) | Exeter City  |
| Tranmere       | 1 - 1 (dts) | Chester City |

### Terzo Replay
| Squadra 1      | Risultato | Squadra 2 |
| -------------- | --------- | --------- |
| 28 agosto 1968 |           |           |
| Chester City   | 1 - 2     | Tranmere  |

## Secondo Turno
| Squadra 1         | Risultato | Squadra 2        |
| ----------------- | --------- | ---------------- |
| 2 settembre 1968  |           |                  |
| Southport         | 0 - 2     | Newcastle Utd    |
| 3 settembre 1968  |           |                  |
| Barnsley          | 1 - 1     | Millwall         |
| Birmingham City   | 0 - 1     | Chelsea          |
| Coventry City     | 2 - 0     | Portsmouth       |
| Everton           | 4 - 0     | Tranmere         |
| Huddersfield Town | 0 - 0     | Manchester City  |
| Ipswich Town      | 2 - 4     | Norwich City     |
| Leyton Orient     | 1 - 0     | Fulham           |
| Nottingham Forest | 2 - 3     | West Bromwich    |
| Scunthorpe Utd    | 2 - 1     | Lincoln City     |
| Walsall           | 2 - 0     | Swansea City     |
| 4 settembre 1968  |           |                  |
| Arsenal           | 1 - 0     | Sunderland       |
| Aston Villa       | 1 - 4     | Tottenham        |
| Blackburn         | 1 - 1     | Stoke City       |
| Bradford City     | 1 - 1     | Swindon Town     |
| Brentford         | 3 - 0     | Hull City        |
| Brighton          | 1 - 1     | Luton Town       |
| Bristol City      | 1 - 0     | Middlesbrough    |
| Carlisle Utd      | 2 - 0     | Cardiff City     |
| Colchester Utd    | 0 - 1     | Workington       |
| Crystal Palace    | 3 - 1     | Preston N.E.     |
| Darlington        | 1 - 2     | Leicester City   |
| Derby County      | 5 - 1     | Stockport County |
| Exeter City       | 3 - 1     | Sheffield Weds   |
| Grimsby Town      | 1 - 1     | Burnley          |
| Leeds Utd         | 1 - 0     | Charlton         |
| Liverpool         | 4 - 0     | Sheffield Utd    |
| Peterborough Utd  | 4 - 2     | QPR              |
| Southampton       | 3 - 1     | Crewe Alexandra  |
| West Ham Utd      | 7 - 2     | Bolton           |
| Wolverhampton     | 1 - 0     | Southend Utd     |
| Wrexham           | 1 - 1     | Blackpool        |

### Replay
| Squadra 1         | Risultato   | Squadra 2         |
| ----------------- | ----------- | ----------------- |
| 9 settembre 1968  |             |                   |
| Blackpool         | 3 - 0       | Wrexham           |
| Millwall          | 3 - 1 (dts) | Barnsley          |
| 10 settembre 1968 |             |                   |
| Burnley           | 6 - 0       | Grimsby Town      |
| Swansea City      | 3 - 2 (dts) | Walsall           |
| Swindon Town      | 4 - 3       | Bradford City     |
| 11 settembre 1968 |             |                   |
| Luton Town        | 4 - 2       | Brighton          |
| Manchester City   | 4 - 0       | Huddersfield Town |
| Stoke City        | 0 - 1       | Blackburn         |

## Terzo Turno
| Squadra 1         | Risultato | Squadra 2       |
| ----------------- | --------- | --------------- |
| 24 settembre 1968 |           |                 |
| Brentford         | 0 - 2     | Norwich City    |
| Carlisle Utd      | 0 - 3     | Leicester City  |
| Everton           | 5 - 1     | Luton Town      |
| Leyton Orient     | 0 - 1     | Crystal Palace  |
| Swindon Town      | 1 - 0     | Blackburn       |
| 25 settembre 1968 |           |                 |
| Blackpool         | 1 - 0     | Manchester City |
| Chelsea           | 0 - 0     | Derby County    |
| Leeds Utd         | 2 - 1     | Bristol City    |
| Liverpool         | 2 - 0     | Swansea City    |
| Peterborough Utd  | 2 - 1     | West Bromwich   |
| Scunthorpe Utd    | 1 - 6     | Arsenal         |
| Southampton       | 4 - 1     | Newcastle Utd   |
| Tottenham         | 6 - 3     | Exeter City     |
| West Ham Utd      | 0 - 0     | Coventry City   |
| Wolverhampton     | 5 - 1     | Millwall        |
| Workington        | 0 - 1     | Burnley         |

### Replay
| Squadra 1      | Risultato | Squadra 2    |
| -------------- | --------- | ------------ |
| 1 ottobre 1968 |           |              |
| Coventry City  | 3 - 2     | West Ham Utd |
| 2 ottobre 1968 |           |              |
| Derby County   | 3 - 1     | Chelsea      |

## Quarto Turno
| Squadra 1       | Risultato | Squadra 2      |
| --------------- | --------- | -------------- |
| 15 ottobre 1968 |           |                |
| Arsenal         | 2 - 1     | Liverpool      |
| 16 ottobre 1968 |           |                |
| Blackpool       | 2 - 1     | Wolverhampton  |
| Burnley         | 4 - 0     | Leicester City |
| Coventry City   | 2 - 2     | Swindon Town   |
| Crystal Palace  | 2 - 1     | Leeds Utd      |
| Everton         | 0 - 0     | Derby County   |
| Norwich City    | 0 - 4     | Southampton    |
| Tottenham       | 6 - 3     | Exeter City    |

### Replay
| Squadra 1       | Risultato | Squadra 2     |
| --------------- | --------- | ------------- |
| 21 ottobre 1968 |           |               |
| Swindon Town    | 3 - 0     | Coventry City |
| 23 ottobre 1968 |           |               |
| Derby County    | 1 - 0     | Everton       |

## Quarti di finale
| Squadra 1       | Risultato | Squadra 2      |
| --------------- | --------- | -------------- |
| 29 ottobre 1968 |           |                |
| Arsenal         | 5 - 1     | Blackpool      |
| 30 ottobre 1968 |           |                |
| Burnley         | 2 - 0     | Crystal Palace |
| Derby County    | 0 - 0     | Swindon Town   |
| Tottenham       | 1 - 0     | Southampton    |

### Replay
| Squadra 1       | Risultato | Squadra 2    |
| --------------- | --------- | ------------ |
| 5 novembre 1968 |           |              |
| Swindon Town    | 1 - 0     | Derby County |

## Semifinali
| Squadra 1 | Totale | Squadra 2    | Andata           | Ritorno         |
| --------- | ------ | ------------ | ---------------- | --------------- |
|           |        |              | 20 novembre 1968 | 4 dicembre 1968 |
| Arsenal   | 2 - 1  | Tottenham    | 1 - 0            | 1 - 1           |
| Burnley   | 3 - 3  | Swindon Town | 1 - 2            | 2 - 1 (dts)     |

### Replay
| Squadra 1        | Risultato   | Squadra 2    |
| ---------------- | ----------- | ------------ |
| 18 dicembre 1968 |             |              |
| Burnley          | 2 - 3 (dts) | Swindon Town |

## Finale
| Arbitro: | William Handley |

|           |           |                             |
| Gould 85’ | Marcatori | 35’ Smart 104’, 109’ Rogers |

| Arsenal | Swindon Town |

| ARSENAL         |    |                  |     |
|                 |    |                  |     |
| P               | 1  | Bob Wilson       |     |
| D               | 2  | Peter Storey     |     |
| D               | 3  | Bob McNab        |     |
| C               | 4  | Frank McLintock  |     |
| C               | 5  | Ian Ure          |     |
| D               | 6  | Peter Simpson    | 71’ |
| A               | 7  | John Radford     |     |
| C               | 8  | Jon Sammels      |     |
| A               | 9  | David Court      |     |
| A               | 10 | Bobby Gould      |     |
| C               | 11 | George Armstrong |     |
| A disposizione: |    |                  |     |
| C               | 12 | George Graham    | 71’ |
| Manager:        |    |                  |     |
| Bertie Mee      |    |                  |     |

| SWINDON TOWN    |    |                    |     |
|                 |    |                    |     |
| P               | 1  | Peter Downsborough |     |
| D               | 2  | Rod Thomas         |     |
| D               | 3  | John Trollope      |     |
| C               | 4  | Joe Butler         |     |
| D               | 5  | Frank Burrows      |     |
| D               | 6  | Stan Harland       |     |
| C               | 7  | Don Heath          |     |
| C               | 8  | Roger Smart        |     |
| C               | 9  | John Smith         | 77’ |
| A               | 10 | Peter Noble        |     |
| A               | 11 | Don Rogers         |     |
| A disposizione: |    |                    |     |
| A               | 12 | Willie Penman      | 77’ |
| Manager         |    |                    |     |
| Danny Williams  |    |                    |     |